# Erzbistum Halifax-Yarmouth
Das Erzbistum Halifax-Yarmouth (lateinisch Archidioecesis Halifaxiensis-Yarmuthensis, englisch Archdiocese of Halifax-Yarmouth, französisch Archidiocèse d’Halifax-Yarmouth) ist ein römisch-katholisches Erzbistum in Nova Scotia, Kanada, mit Sitz in Halifax.

## Geschichte
Das Erzbistum Halifax-Yarmouth wurde am 4. Juli 1817 als Apostolisches Vikariat von Nova Scotia aus dem Bistum Québec heraus gegründet. Am 15. Februar 1842 erfolgte die Umbenennung zum Bistum Halifax sowie Erhebung zu einem Bistum. Am 4. Mai 1852 erfolgte die Ernennung zu einem Erzbistum.
1829 wurde das Bistum Charlottetown zugeordnet. 1844 wurde das Bistum Arichat, 1886 Bistum Antigonish und 1853 das Bistum Yarmouth als Suffraganbistümer herausgegründet. Bis zur Einrichtung der Apostolische Präfektur der Bermuda-Inseln, dem heutigen Bistum Hamilton in Bermuda, 1953 gehörten auch die Bermuda-Inseln zum Erzbistum Halifax. Am 7. Dezember 2011 erfolgte die Fusion mit dem Bistum Yarmouth.
Das Gebiet des Erzbistums umfasst Queens County, Lunenburg County, Halifax County, Hants County, Cumberland County und Colchester County.

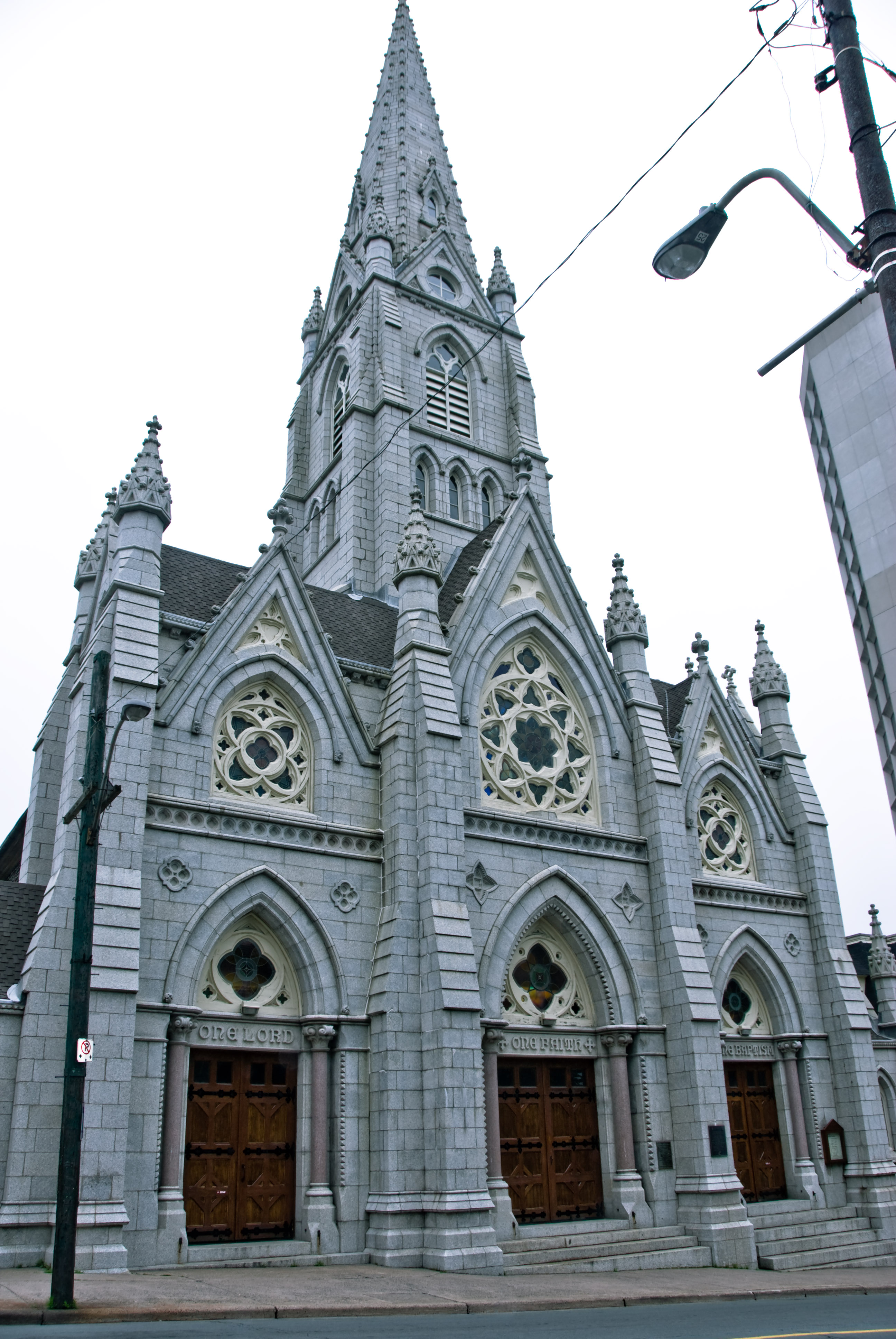
Saint Mary’s Cathedral

## Ordinarien

### Apostolische Vikare von Nova Scotia (1817–1842)
- 1817–1820 Edmund Burke
- 1824 Denis Lyons (Amt nicht angetreten)
- 1825–1842 William Fraser

### Bischöfe von Halifax (1842–1852)
- 1842–1844 William Fraser (danach Bischof von Arichat)
- 1844–1852 William Walsh

### Erzbischöfe von Halifax (1852–2009)
- 1852–1858: William Walsh
- 1859–1876 Thomas-Louis Connolly OFMCap
- 1877–1882 Michael Hannan
- 1882–1906 Cornelius O’Brien
- 1906–1931 Edward Joseph McCarthy
- 1931–1936 Thomas O’Donnell
- 1937–1952 John Thomas McNally
- 1953–1967 Joseph Gerald Berry
- 1967–1990 James Martin Hayes
- 1991–1998 Austin-Emile Burke
- 1998–2007 Terrence Thomas Prendergast SJ (danach Erzbischof von Ottawa)
- 2007–2009 Anthony Mancini

### Erzbischöfe von Halifax-Yarmouth (seit 2009)
- 2009–2020 Anthony Mancini
- seit 2020 Brian Joseph Dunn